# Explosion oxydative
L'explosion oxydative, ou explosion respiratoire (respiratory burst en anglais), est la libération rapide de dérivés réactifs de l'oxygène, comme l'ion superoxyde O2•− et le peroxyde d'hydrogène H2O2, par différents types de cellules. Ce phénomène survient notamment lors de la phagocytose d'agents infectieux par des leucocytes tels que les granulocytes neutrophiles et les monocytes, mais on l'observe également dans les ovules de vertébrés après leur fécondation, ainsi que dans des cellules végétales à la suite d'un stress biotique ou abiotique (attaque par un agent pathogène, froid, sécheresse…). L'explosion oxydative joue un rôle important dans le système immunitaire. C'est une réaction déterminante qui survient dans les phagocytes et contribue à y dégrader les particules et les bactéries internalisées.
La NADPH oxydase est une enzyme du système circulatoire qui produit de l'ion superoxyde O2•−, lequel se recombine avec d'autres molécules pour produire d'autres radicaux réactifs.
2 O2 + NADPH ⟶ NADP+ + H+ + 2 O2•−.
L'ion superoxyde réagit avec le monoxyde d'azote NO et réduit donc la quantité disponible de ce gaz pour dilater les artères et les artérioles. Il est dismuté en oxygène O2 et en peroxyde d'hydrogène H2O2 par la superoxyde dismutase, une métalloprotéine.
2 O2•− + 2 H+ ⟶ O2 + H2O2.
L'ion superoxyde O2•−, l'ion peroxynitrite O=N–O–O− et d'autres dérivés réactifs de l'oxygène provoquent également des pathologies par peroxydation des protéines et des lipides, par cascades de signalisation sensibles à l'état rédox de la cellule, et par nitrosylation des protéines. Il est possible que l'activation de la NADPH oxydase dépende de l'activation préalable de la PKC.
La myéloperoxydase utilise le peroxyde d'hydrogène H2O2 pour produire de l'acide hypochloreux HClO. De nombreux stimuli vascualires, y compris ceux dont on sait qu'ils conduisent à la résistance à l'insuline, activent la NADPH oxydase à la fois en augmentant l'expression du gène correspondant et par d'autres mécanismes d'activation plus complexes.
H2O2 + Cl− + H+  {\displaystyle \rightleftharpoons }  H2O + HClO.
Les cellules immunitaires utilisent la NADPH oxydase pour réduire l'oxygène O2 en radicaux d'oxygène puis en peroxyde d'hydrogène H2O2. Les granulocytes neutrophiles et les monocytes utilisent la myéloperoxydase pour convertir le peroxyde d'hydrogène en acide hypochloreux HClO à partir d'ions chlorure Cl−, qui aide à neutraliser les bactéries. Une déficience en NADPH oxydase a pour effet de bloquer la production de dérivés réactifs de l'oxygène et est à l'origine de la granulomatose septique chronique.
Chez les plantes, les dérivés réactifs de l'oxygène jouent un rôle important dans plusieurs cascades de signalisation et sont continuellement produits par les cellules comme sous-produits de diverses voies métaboliques. On les observe le plus souvent après que la plante a détecté un motif moléculaire associé aux pathogènes (PAMP) par des récepteurs de reconnaissance de motifs moléculaires (PRR) tels que le récepteur FLS2 (en) et le récepteur de la protéine EF-Tu (en),,.